# エーランド島

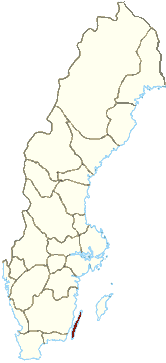
スウェーデン内の位置

エーランド島（エーランドとう、Öland [ˈø̌ːland] ( 音声ファイル)、ウーランド島とも）は面積1,342km2のバルト海にあるスウェーデン領の島である。 スウェーデンで二番目に大きい島でもあるが（一番目はゴットランド島）、スウェーデンの最も小さい地方である。島の住民の2万4628人の主な収入源は観光と農業である。主な都市は、ボリホルム。
エーランドでは、ステップとよく似ているアルヴァールという樹木のない大草原と砂浜が有名。エーランド島南部の農業地は、世界遺産（文化遺産）に登録されている。また、島および周辺の海域にはゼニガタアザラシ、ハイイロアザラシなどが生息しており、南端のオッテンビューと東海岸の3ヶ所は1974年にラムサール条約登録地となった。
スウェーデン本土とは、北欧で二番目に長い橋梁（6070m）を持つエーランド橋で対岸のカルマル市と通じている。EUの定義では本土と結ぶ橋がある場合は島とみなされないため、エーランド島は島を対象とした補助金の対象となっていない。

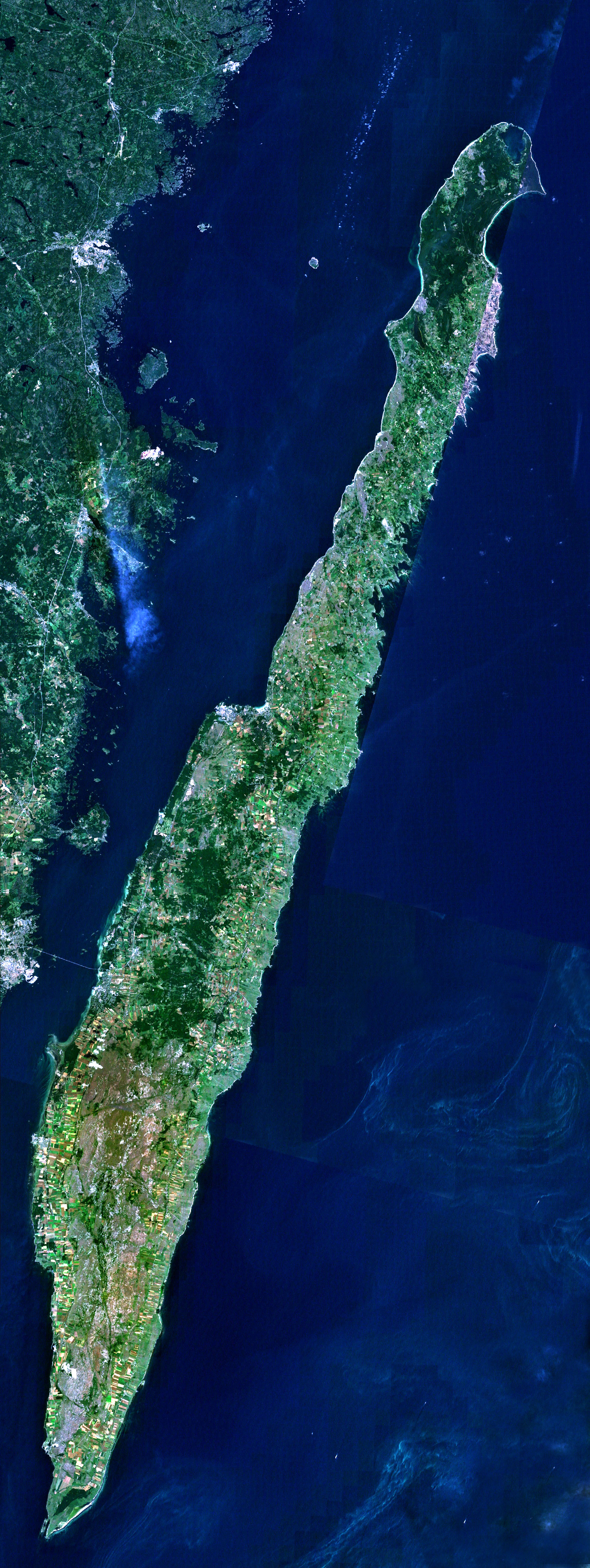
衛星画像
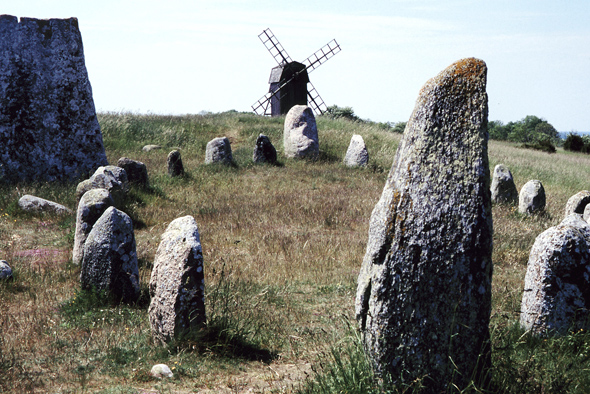
イェットリンゲ、エーランド
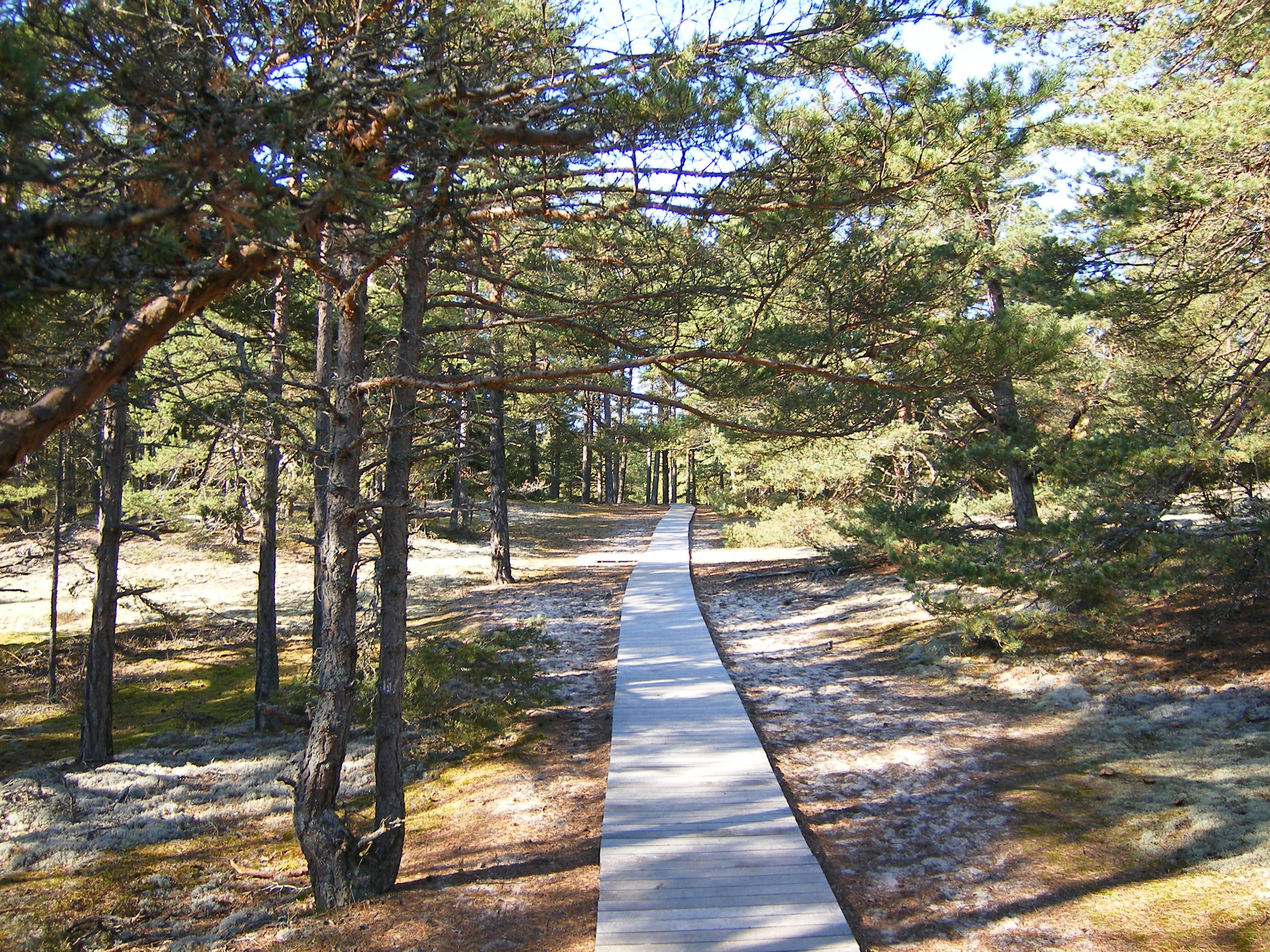
ホームレーヴェット、北エーランド